# Гарино (Ивановская область)
Га́рино — деревня в составе Сакулинского сельского поселения Палехского района Ивановской области. 

## География
Деревня находится на юго-востоке Палехского района, в 14,2 км к юго-востоку от Палеха, (36,5 км по автодорогам). Гарино расположено на границе с Южским районом.

## Население
На 2010 год постоянное население не зарегистрировано.
| 1859 | 1905 | 2010 |
| ---- | ---- | ---- |
| 45   | ↗47  | ↘0   |

## История
В Российской Империи деревня входила в Вязниковский уезд Владимирской губернии. По декрету ВЦИК от 24 мая 1926 года деревня Верзякино отошла от Вязниковского уезда к Шуйскому уезду Иваново-Вознесенской губернии.